# 大恩院
大恩院（だいおんいん、生年不詳 - 天正13年（1585年））は、戦国時代の女性。青木一矩の母親

## 略歴
関兼貞の三女とされ、豊臣秀吉にとっては母方の叔母に当たる 。青木重矩に嫁ぎ一男青木一矩をもうけた。
浄土宗大恩寺（左京区東大路）は天正13年（1585年）、秀吉が叔母の大恩院を弔うために二条室町に建てたものである。
天正13年（1585年）死去。法名 大恩院日陽慶春。